# Felix Calonder
Felix Louis Calonder (ur. 7 grudnia 1863 w Scuol  – zm. 14 czerwca 1952 w Zurychu) – szwajcarski polityk, obywatel gryzońskiej gminy Trin. W latach 1913–1920 członek Szwajcarskiej Rady Związkowej, a w 1918 jej prezydent.
W latach 1878–1881 uczęszczał do szkoły kantonalnej w Chur. Egzamin maturalny zdał w 1885 r. w Zurychu, pracując przedtem przez trzy lata i przyuczając się do zawodu handlowca. Następnie studiował prawo w Zurychu, Monachium, Paryżu i Bernie. W tym ostatnim obronił w 1889 r. doktorat z prawa międzynarodowego, po czym wrócił do Chur, gdzie rozpoczął praktykę prawniczą. W 1892 r. ożenił się z Ursuliną Walther, z którą miał troje dzieci.
W 1891 r. został wybrany do władz kantonu Gryzonii, w których pracował do roku 1913. W latach 1913–1917 odpowiadał za federalny Departament Spraw Wewnętrznych, a w latach 1918–1919 za federalny Departament Polityczny (Spraw Zagranicznych). W 1920 r. był delegatem Ligi Narodów podczas "kryzysu alandzkiego". W 1921 r. przewodził w Genewie obradom konferencji, ustalającej zasady podziału Górnego Śląska po powstaniach śląskich.
W latach 1922–1937 przebywał na Górnym Śląsku jako przewodniczący Górnośląskiej Komisji Mieszanej. Biura Komisji mieściły się w latach 1927–1937 w Katowicach, w gmachu ówczesnego Banku Spółek Zarobkowych przy dzisiejszej ul. Warszawskiej, natomiast sam Calonder mieszkał w latach 1924–1937 w Pałacu Kawalera w Świerklańcu.
W 1937 r., po zakończeniu 15-letniej misji na Śląsku, wrócił do Szwajcarii i osiadł w Zurychu, gdzie pracował jako radca prawny.